# Nitrate de peroxyacétyle
Pour les articles homonymes, voir NPA et PAN.
Le nitrate de peroxyacétyle (NPA ou PAN de l'anglais peroxyacetyl nitrate) est un composé organique de la famille des peroxydes d'ester de nitrate, de formule CH3COO2NO2. Il se forme par réactions photochimiques dans un environnement pollué par de l'ozone, des oxydes d'azote et des hydrocarbures imbrûlés (issus de pots d'échappement, de cheminées...)

## Polluant de l'air
C'est, comme l'ozone et les aldéhydes, un des polluants oxydants photochimiques (et donc secondaire) de l'air, d'origine naturelle et surtout marqueur de pollution anthropique,
.

## Effets
Il agit un peu comme l'ozone en oxydant la matière et en produisant des radicaux libres, mais semble-t-il parfois de manière complémentaire. (En zone polluée, et exposées aux UV solaires (ou d'origine artificielle) son taux augmente souvent quand celui de l'ozone diminue). C'est l'un des composants des smogs urbains estivaux et il joue un rôle dans leur apparition ou durée.
C’est un gaz mutagène et probablement cancérogène, ainsi qu'un « gaz à effet de serre potentiel ».
Il agit à faible dose sur les muqueuses (chez l'homme et l'animal) et il attaque aussi les végétaux en tuant les cellules des cuticules foliaires, avec des impacts économiques qui peuvent être importants dans les zones agricoles.

## Détection
Il peut être détecté au moyen de certains bioindicateurs (tabac dont les feuilles présentent de petites taches caractéristiques de cellules mortes, pomme de terre par exemple, dont le dessous des feuilles prend une couleur bronze et un aspect vitrifié en présence de PAN), avec des symptômes légèrement différents de ceux de l’ozone.
On sait maintenant mesurer aux faibles doses (partie par million ou milliard) et de manière automatique par la chromatographie en phase gazeuse.

## Spectre d'absorptionUV
Cette molécule absorbe une partie du spectre des UV solaires (tout comme le nitrate de peroxypropionyle), dans les longueurs d'onde comprises (à 298 K) entre de 200 et 400 nm